# 惠氏五棘鯛
惠氏五棘鯛（學名：Pentaceros wheeleri），為輻鰭魚綱鱸形目鱸亞目五棘鯛科的其中一種，分布於北太平洋，從日本南部、阿拉斯加至加利福尼亞州中部海域，深度146-800公尺，本魚頭尖，口小，吻鈍，體略呈橢圓形，體長可達44公分，體重可達1.2公斤，棲息在大陸棚及大陸坡底層水域，生活習性不明，具有商業價值的食用魚。